# Copa Presidente 2005
La Copa Presidente 2005 fue la segunda edición del torneo Copa Presidente.
El campeón fue Atlético Balboa que le ganó la final a Nacional 1906 que increíblemente llegó a la final estando en Segunda División

## Formato del Torneo
Este torneo tiene una estructura dividida en varias etapas: Fase de Grupos, Fase Zonal de Eliminación, Semifinales, y Final

### 1. Fase de grupos
El torneo comienza con una fase de grupos organizada por zonas: Zona Occidental, Zona Central, y Zona Oriental. Cada una de estas zonas tiene cuatro equipos que compiten en rondas por puntos.

#### Rondas de la Fase de Grupo
Los resultados de los partidos determinan qué equipos avanzan a las etapas de eliminación directa.

#### Clasificación a la Siguiente Etapa
De acuerdo con el desempeño en los partidos de grupos, los equipos avanzan a las siguientes rondas de eliminación. Los equipos se agrupan por zona, y se seleccionan los mejores de cada grupo.

### 2. Fase Zonal de Eliminación
Luego de la fase de grupos, los equipos se distribuyen en partidos eliminatorios en sus respectivas zonas:
- Zonal Cuartos de Final: Equipos compiten entre sí en partidos eliminatorios directos.
  - Ganadores avanzan.
  - Se da la posibilidad de que algunos equipos se clasifiquen como mejores perdedores.

Los partidos de eliminación por zona tienen las siguientes instancias:
- Cuartos de final.
- Semifinales Zonales.
- Finales Zonales.

### 3. Semifinales Nacionales
Los equipos ganadores de cada Zona Final se enfrentan a nivel nacional:
- En esta instancia, compiten los ganadores de las zonas

De estos encuentros se eligen los dos equipos que avanzarán a la Final Nacional.

### 4. Final Nacional
Finalmente, los dos equipos que ganen en las semifinales se enfrentan en el partido de la Final Nacional, que es el partido que determinará el campeón del torneo.

## Equipos participantes
| Primera División | Primera División | Primera División | Primera División       |
| ---------------- | ---------------- | ---------------- | ---------------------- |
| Águila           | Alianza          | San Salvador     | Once Municipal         |
| FAS              | Isidro Metapán   | Luis Ángel Firpo |                        |
| Vista Hermosa    | Atlético Balboa  | Chalatenango     |                        |
| Segunda División |                  |                  |                        |
| Nacional 1906    | Nejapa           | Topiltzín        | Juventud Independiente |
| Platense         | Liberal          | Municipal Limeño | Independiente SV       |
| Real San Martin  | Fuerte SF        | Once Lobos       |                        |
| Tercera División |                  |                  |                        |
| Curazao          | Turín            | Titan            | San Pablo T.           |
| TACA             | Marte Soyapango  | España           | San Fidel              |
| AFI de Ilobasco  | UES              | Nueva Concepción | El Tercio              |
| Pasaquina        | Villalta Brekes  | La Merced        |                        |

## Fase de grupos

### Fase de grupos Zona Occidental

#### Grupo A, Zona Occidental
| Equipo       | Pts. | PJ | PG | PE | PP | GF | GC | Dif. |
| ------------ | ---- | -- | -- | -- | -- | -- | -- | ---- |
| FAS          | 7    | 3  | 2  | 1  | 0  | 9  | 6  | 3    |
| Once Lobos   | 4    | 2  | 1  | 1  | 0  | 6  | 3  | 3    |
| Titan        | 3    | 2  | 1  | 1  | 1  | 6  | 7  | -1   |
| San Pablo T. | 0    | 3  | 0  | 0  | 3  | 4  | 9  | -5   |

#### Grupo B, Zona Occidental
| Equipo                 | Pts. | PJ | PG | PE | PP | GF | GC | Dif. |
| ---------------------- | ---- | -- | -- | -- | -- | -- | -- | ---- |
| Isidro Metapán         | 6    | 3  | 2* | 0  | 1  | 8  | 3  | 5    |
| Topiltzín              | 6    | 3  | 2* | 0  | 1  | 8  | 3  | 5    |
| Juventud Independiente | 4    | 3  | 1  | 1  | 1* | 1  | 6  | -5   |
| Curazao                | 1    | 3  | 0  | 1  | 2* | 1  | 5  | -4   |

*Victoria otorgada

#### Grupo C, Zona Occidental
| Equipo         | Pts. | PJ | PG | PE | PP | GF | GC | Dif. |
| -------------- | ---- | -- | -- | -- | -- | -- | -- | ---- |
| Once Municipal | 7    | 3  | 2  | 1  | 0  | 16 | 3  | 13   |
| Nacional 1906  | 4    | 2  | 1  | 1  | 0  | 1  | 0  | 1    |
| Turín          | 3    | 2  | 1  | 0  | 2  | 9  | 6  | 3    |
| Nejapa         | 0    | 2  | 0  | 0  | 2  | 2  | 13 | -11  |

### Fase de grupos Zona Central

#### Grupo A, Zona Central
| Equipo          | Pts. | PJ | PG | PE | PP | GF | GC | Dif. |
| --------------- | ---- | -- | -- | -- | -- | -- | -- | ---- |
| Alianza         | 9    | 3* | 3* | 0  | 0  | 10 | 2  | 8    |
| Real San Martin | 3    | 2  | 1  | 0  | 0  | 2  | 2  | 0    |
| San Fidel       | 1    | 2* | 0  | 1  | 1* | 2  | 3  | -1   |
| TACA            | 1    | 3  | 0  | 1  | 2  | 0  | 7  | -7   |

*Abandonado con el 1-1 en el minuto 25' días después se jugaron los restantes 65' y el partido terminó 3-2 a favor de Alianza

#### Grupo B, Zona Central
| Equipo           | Pts. | PJ | PG | PE | PP | GF | GC | Dif. |
| ---------------- | ---- | -- | -- | -- | -- | -- | -- | ---- |
| Luis Ángel Firpo | 9    | 3  | 3  | 0  | 0  | 10 | 3  | 7    |
| Independiente SV | 4    | 2  | 1  | 1  | 1  | 5  | 4  | 1    |
| Marte Soyapango  | 2    | 3  | 0  | 2  | 1  | 2  | 5  | -3   |
| UES              | 1    | 3  | 0  | 1  | 2  | 3  | 8  | -5   |

#### Grupo C, Zona Central
| Equipo           | Pts. | PJ | PG | PE | PP | GF | GC | Dif. |
| ---------------- | ---- | -- | -- | -- | -- | -- | -- | ---- |
| Platense         | 9    | 3  | 3  | 0  | 0  | 9  | 2  | 7    |
| San Salvador     | 6    | 3* | 2* | 0  | 1  | 7  | 3  | 4    |
| CD Chalatenango  | 1    | 3* | 0  | 1  | 2* | 2  | 7  | -5   |
| Nueva Concepción | 1    | 3  | 0  | 1  | 1  | 1  | 7  | -6   |

*Chalatenango ABD San Salvador  [abandonado con 0-1 en el descanso] 

### Fase de grupos Zona Oriental

#### Grupo A, Zona Oriental
| Equipo          | Pts. | PJ | PG | PE | PP | GF | GC | Dif. |
| --------------- | ---- | -- | -- | -- | -- | -- | -- | ---- |
| Águila          | 7    | 3  | 2* | 1  | 0  | 7  | 2  | 5    |
| La Merced       | 6    | 3  | 2* | 0  | 1  | 7  | 5  | 2    |
| AFI de Ilobasco | 3    | 3  | 1  | 0  | 2* | 3  | 5  | -2   |
| El Tercio       | 0    | 3  | 0  | 0  | 3* | 3  | 8  | -5   |

*Victoria otorgada

#### Grupo B, Zona Oriental
| Equipo        | Pts. | PJ | PG | PE | PP | GF | GC | Dif. |
| ------------- | ---- | -- | -- | -- | -- | -- | -- | ---- |
| Vista Hermosa | 9    | 3  | 3  | 0  | 0  | 9  | 2  | 7    |
| Liberal       | 3    | 2  | 1* | 0  | 1  | 3  | 1  | 2    |
| España        | 1    | 3  | 0  | 1  | 2* | 5  | 10 | -5   |
| Pasaquina     | 1    | 3  | 0  | 1  | 1  | 3  | 11 | -8   |

*Victoria otorgada

#### Grupo C, Zona Oriental
| Equipo           | Pts. | PJ | PG | PE | PP | GF | GC | Dif. |
| ---------------- | ---- | -- | -- | -- | -- | -- | -- | ---- |
| Atlético Balboa  | 7    | 3  | 2  | 1  | 0  | 4  | 1  | 3    |
| Municipal Limeño | 4    | 2  | 1  | 1  | 0  | 7  | 1  | 6    |
| Fuerte SF        | 3    | 2  | 1  | 0  | 1  | 3  | 5  | -2   |
| Villalta Brekes  | 0    | 3  | 0  | 0  | 3  | 2  | 9  | -7   |

## Cuartos de final zonales

### Clasificados a la los cuartos de final zonales
| Zona       | Grupo | Líderes de grupo | Segundos         |
| ---------- | ----- | ---------------- | ---------------- |
| Occidental | A     | FAS              | 11 Lobos         |
| Occidental | B     | Metapan          | Topiltzin        |
| Occidental | C     | 11 Municipal     | Independiente    |
|            |       |                  |                  |
| Central    | A     | Alianza          | San Martin       |
| Central    | B     | Firpo            | Independiente SV |
| Central    | C     | Platense         | San Salvador     |
|            |       |                  |                  |
| Oriental   | A     | Águila           | Merced           |
| Oriental   | B     | Vista Hermosa    | Liberal          |
| Oriental   | C     | Balboa           | Limeño           |

### Zona Occidental
|  | Cuartos de final      | Cuartos de final      |               |               | Semifinales            | Semifinales            |  |                | Final                   | Final                   |  |
|  | 26 de octubre de 2005 | 26 de octubre de 2005 |               |               | 9 de noviembre de 2005 | 9 de noviembre de 2005 |  |                | 16 de noviembre de 2005 | 16 de noviembre de 2005 |  |
|  |                       |                       |               |               |                        |                        |  |                |                         |                         |  |
|  |                       |                       |               |               |                        |                        |  |                |                         |                         |  |
|  |                       |                       |               |               |                        |                        |  |                |                         |                         |  |
|  |                       |                       |               |               |                        |                        |  |                |                         |                         |  |
|  |                       |                       |               |               |                        |                        |  |                |                         |                         |  |
|  |                       | * Isidro Metapán      | 1             |               |                        |                        |  |                |                         |                         |  |
|  |                       |                       | 1             |               |                        |                        |  |                |                         |                         |  |
|  |                       |                       | 11 Lobos      | 0             |                        |                        |  |                |                         |                         |  |
|  | 11 Lobos              | 1                     | 11 Lobos      | 0             |                        |                        |  |                |                         |                         |  |
|  | 11 Lobos              | 1                     |               |               |                        |                        |  |                |                         |                         |  |
|  | Isidro Metapán        | 0                     |               |               |                        |                        |  |                |                         |                         |  |
|  | Isidro Metapán        | 0                     |               |               |                        |                        |  | Isidro Metapán | 0                       |                         |  |
|  |                       |                       |               |               |                        |                        |  | Isidro Metapán | 0                       |                         |  |
|  |                       |                       | Nacional 1906 | 2             |                        |                        |  |                |                         |                         |  |
|  | Nacional 1906         | 2                     | Nacional 1906 | 2             |                        |                        |  |                |                         |                         |  |
|  | Nacional 1906         | 2                     |               |               |                        |                        |  |                |                         |                         |  |
|  | FAS                   | 0                     |               |               |                        |                        |  |                |                         |                         |  |
|  | FAS                   | 0                     |               | Nacional 1906 | 3                      |                        |  |                |                         |                         |  |
|  |                       |                       |               | Nacional 1906 | 3                      |                        |  |                |                         |                         |  |
|  |                       |                       | 11 Municipal  | 1             |                        |                        |  |                |                         |                         |  |
|  | 11 Municipal          | 2                     | 11 Municipal  | 1             |                        |                        |  |                |                         |                         |  |
|  | 11 Municipal          | 2                     |               |               |                        |                        |  |                |                         |                         |  |
|  | Topiltzín             | 1                     |               |               |                        |                        |  |                |                         |                         |  |
|  | Topiltzín             | 1                     |               |               |                        |                        |  |                |                         |                         |  |
|  |                       |                       |               |               |                        |                        |  |                |                         |                         |  |

*Isidro Metapán se clasificó a Semifinales como mejor perdedor de los cuartos.

### Zona Central
|  | Cuartos de final      | Cuartos de final      |                  |         | Semifinales            | Semifinales            |  |                  | Final                   | Final                   |  |
|  | 26 de octubre de 2005 | 26 de octubre de 2005 |                  |         | 9 de noviembre de 2005 | 9 de noviembre de 2005 |  |                  | 16 de noviembre de 2005 | 16 de noviembre de 2005 |  |
|  |                       |                       |                  |         |                        |                        |  |                  |                         |                         |  |
|  |                       |                       |                  |         |                        |                        |  |                  |                         |                         |  |
|  |                       |                       |                  |         |                        |                        |  |                  |                         |                         |  |
|  |                       |                       |                  |         |                        |                        |  |                  |                         |                         |  |
|  |                       |                       |                  |         |                        |                        |  |                  |                         |                         |  |
|  |                       | * San Salvador        | 0                |         |                        |                        |  |                  |                         |                         |  |
|  |                       |                       | 0                |         |                        |                        |  |                  |                         |                         |  |
|  |                       |                       | Luis Ángel Firpo | 2       |                        |                        |  |                  |                         |                         |  |
|  | Luis Ángel Firpo      | 2                     | Luis Ángel Firpo | 2       |                        |                        |  |                  |                         |                         |  |
|  | Luis Ángel Firpo      | 2                     |                  |         |                        |                        |  |                  |                         |                         |  |
|  | San Martin            | 1                     |                  |         |                        |                        |  |                  |                         |                         |  |
|  | San Martin            | 1                     |                  |         |                        |                        |  | Luis Ángel Firpo | 0                       |                         |  |
|  |                       |                       |                  |         |                        |                        |  | Luis Ángel Firpo | 0                       |                         |  |
|  |                       |                       | Alianza          | 3       |                        |                        |  |                  |                         |                         |  |
|  | Alianza               | 3 (3)                 | Alianza          | 3       |                        |                        |  |                  |                         |                         |  |
|  | Alianza               | 3 (3)                 |                  |         |                        |                        |  |                  |                         |                         |  |
|  | San Salvador          | 3 (2)                 |                  |         |                        |                        |  |                  |                         |                         |  |
|  | San Salvador          | 3 (2)                 |                  | Alianza | 2                      |                        |  |                  |                         |                         |  |
|  |                       |                       |                  | Alianza | 2                      |                        |  |                  |                         |                         |  |
|  |                       |                       | Independiente SV | 1       |                        |                        |  |                  |                         |                         |  |
|  | Independiente SV      | 2                     | Independiente SV | 1       |                        |                        |  |                  |                         |                         |  |
|  | Independiente SV      | 2                     |                  |         |                        |                        |  |                  |                         |                         |  |
|  | Platense              | 0                     |                  |         |                        |                        |  |                  |                         |                         |  |
|  | Platense              | 0                     |                  |         |                        |                        |  |                  |                         |                         |  |
|  |                       |                       |                  |         |                        |                        |  |                  |                         |                         |  |

*San Salvador se clasificó a Semifinales como mejor perdedor de los cuartos.

### Zona Oriental
|  | Cuartos de final      | Cuartos de final      |                 |                  | Semifinales            | Semifinales            |  |        | Final                   | Final                   |  |
|  | 26 de octubre de 2005 | 26 de octubre de 2005 |                 |                  | 9 de noviembre de 2005 | 9 de noviembre de 2005 |  |        | 16 de noviembre de 2005 | 16 de noviembre de 2005 |  |
|  |                       |                       |                 |                  |                        |                        |  |        |                         |                         |  |
|  |                       |                       |                 |                  |                        |                        |  |        |                         |                         |  |
|  |                       |                       |                 |                  |                        |                        |  |        |                         |                         |  |
|  |                       |                       |                 |                  |                        |                        |  |        |                         |                         |  |
|  |                       |                       |                 |                  |                        |                        |  |        |                         |                         |  |
|  |                       | * Águila              | 5               |                  |                        |                        |  |        |                         |                         |  |
|  |                       |                       | 5               |                  |                        |                        |  |        |                         |                         |  |
|  |                       |                       | Vista Hermosa   | 1                |                        |                        |  |        |                         |                         |  |
|  | Vista Hermosa         | 4                     | Vista Hermosa   | 1                |                        |                        |  |        |                         |                         |  |
|  | Vista Hermosa         | 4                     |                 |                  |                        |                        |  |        |                         |                         |  |
|  | La Merced             | 1                     |                 |                  |                        |                        |  |        |                         |                         |  |
|  | La Merced             | 1                     |                 |                  |                        |                        |  | Águila | 0                       |                         |  |
|  |                       |                       |                 |                  |                        |                        |  | Águila | 0                       |                         |  |
|  |                       |                       | Atlético Balboa | 2                |                        |                        |  |        |                         |                         |  |
|  | Municipal Limeño      | 1                     | Atlético Balboa | 2                |                        |                        |  |        |                         |                         |  |
|  | Municipal Limeño      | 1                     |                 |                  |                        |                        |  |        |                         |                         |  |
|  | Águila                | 0                     |                 |                  |                        |                        |  |        |                         |                         |  |
|  | Águila                | 0                     |                 | Municipal Limeño | 2 (2)                  |                        |  |        |                         |                         |  |
|  |                       |                       |                 | Municipal Limeño | 2 (2)                  |                        |  |        |                         |                         |  |
|  |                       |                       | Atlético Balboa | 2 (4)            |                        |                        |  |        |                         |                         |  |
|  | Liberal               | 0                     | Atlético Balboa | 2 (4)            |                        |                        |  |        |                         |                         |  |
|  | Liberal               | 0                     |                 |                  |                        |                        |  |        |                         |                         |  |
|  | Atlético Balboa       | 5                     |                 |                  |                        |                        |  |        |                         |                         |  |
|  | Atlético Balboa       | 5                     |                 |                  |                        |                        |  |        |                         |                         |  |
|  |                       |                       |                 |                  |                        |                        |  |        |                         |                         |  |

*Águila se clasificó a Semifinales como mejor perdedor de los cuartos.

## Semifinal Nacional y Final Nacional
|  | Semifinales             | Semifinales             |               |                 | Final                   | Final                   |  |
|  | 23 de noviembre de 2005 | 23 de noviembre de 2005 |               |                 | 30 de noviembre de 2005 | 30 de noviembre de 2005 |  |
|  |                         |                         |               |                 |                         |                         |  |
|  |                         |                         |               |                 |                         |                         |  |
|  | * Águila                | 1                       |               |                 |                         |                         |  |
|  | * Águila                | 1                       |               |                 |                         |                         |  |
|  | Atlético Balboa         | 3                       |               |                 |                         |                         |  |
|  | Atlético Balboa         | 3                       |               | Atlético Balboa | 2                       |                         |  |
|  |                         |                         |               | Atlético Balboa | 2                       |                         |  |
|  |                         |                         | Nacional 1906 | 0               |                         |                         |  |
|  | Alianza                 | 1                       | Nacional 1906 | 0               |                         |                         |  |
|  | Alianza                 | 1                       |               |                 |                         |                         |  |
|  | Nacional 1906           | 2                       |               |                 |                         |                         |  |
|  | Nacional 1906           | 2                       |               |                 |                         |                         |  |
|  |                         |                         |               |                 |                         |                         |  |

*Águila se clasificó a Semifinales Nacionales como mejor perdedor de las finales de zona.

## Resultados

### Fase de grupos Fecha 1
| Fecha                    | Equipo 1         | Resultado | Equipo 2               |
| 14 de septiembre de 2005 | Isidro Metapán   | -         | Curazao                |
| 14 de septiembre de 2005 | Once Municipal   | 6-3       | Turín                  |
| 14 de septiembre de 2005 | Nejapa FC        | -         | Nacional 1906          |
| 14 de septiembre de 2005 | Alianza          | 5-0       | TACA                   |
| 14 de septiembre de 2005 | Marte Soyapango  | 0-3       | Luis Ángel Firpo       |
| 14 de septiembre de 2005 | Águila           | 3-0*      | El Tercio              |
| 14 de septiembre de 2005 | Vista Hermosa    | 4-0       | Pasaquina              |
| 14 de septiembre de 2005 | Atlético Balboa  | -         | Villalta Brekes        |
| 15 de septiembre de 2005 | Once Lobos       | -         | Titan                  |
| 15 de septiembre de 2005 | San Pablo T.     | 1-2       | FAS                    |
| 15 de septiembre de 2005 | Topiltzín        | -         | Juventud Independiente |
| 15 de septiembre de 2005 | Real San Martin  | -         | San Fidel              |
| 15 de septiembre de 2005 | Independiente SV | 3-0       | UES                    |
| 15 de septiembre de 2005 | San Salvador     | 5-0       | Nueva Concepción       |
| 15 de septiembre de 2005 | CD Chalatenango  | 1-5       | Platense               |
| 15 de septiembre de 2005 | La Merced        | 3-0*      | AFI de Ilobasco        |
| 15 de septiembre de 2005 | Liberal          | 3-0*      | España                 |
| 15 de septiembre de 2005 | Fuerte SF        | -         | Municipal Limeño       |
| ------------------------ | ---------------- | --------- | ---------------------- |

*Victoria otorgada

### Fase de grupos Fecha 2
| Fecha                    | Equipo 1               | Resultado | Equipo 2         |
| 21 de septiembre de 2005 | FAS                    | 5-3       | Titan            |
| 21 de septiembre de 2005 | San Pablo T.           | 1-4       | Once Lobos       |
| 21 de septiembre de 2005 | Juventud Independiente | 3-2       | Isidro Metapán   |
| 21 de septiembre de 2005 | Curazao                | 0-1       | Topiltzín        |
| 21 de septiembre de 2005 | Nacional 1906          | 0-0       | Once Municipal   |
| 21 de septiembre de 2005 | Turín                  | 3-2       | Nejapa           |
| 21 de septiembre de 2005 | San Fidel FC           | abd       | Alianza          |
| 21 de septiembre de 2005 | TACA                   | 0-2       | Real San Martin  |
| 21 de septiembre de 2005 | Marte Soyapango        | 1-1       | Independiente SV |
| 21 de septiembre de 2005 | CD Chalatenango        | abd       | San Salvador     |
| 21 de septiembre de 2005 | Nueva Concepción       | 0-1       | Platense         |
| 21 de septiembre de 2005 | El Tercio              | 1-2       | AFI de Ilobasco  |
| 21 de septiembre de 2005 | España                 | 2-4       | CD Vista Hermosa |
| 21 de septiembre de 2005 | Municipal Limeño       | 1-1       | Atlético Balboa  |
| 21 de septiembre de 2005 | Villalta Brekes        | 2-3       | Fuerte SF        |
| 22 de septiembre de 2005 | Pasaquina              | -         | Liberal          |
| 5 de octubre de 2005     | CD Chalatenango        | -         | San Salvador     |
| 19 de octubre de 2005    | San Fidel              | 2-3       | Alianza          |
| 19 de octubre de 2005    | Luis Ángel Firpo       | 4-2       | UES              |
| 19 de octubre de 2005    | Águila                 | 3-1       | La Merced        |
| ------------------------ | ---------------------- | --------- | ---------------- |

San Fidel vs Alianza fue abandonado con el resultado 1-1 en el minuto 25', se reprogramo para el 19 de octubre
Chalatenango vs San Salvador se abandono con el resultado 0-1 al medio tiempo, se reprogramo para el 5 de octubre pero no se jugó

### Fase de grupos Fecha 3
| Fecha                    | Equipo 1          | Resultado | Equipo 2               |
| 28 de septiembre de 2005 | FAS               | 2-2       | Once Lobos             |
| 28 de septiembre de 2005 | Titan             | 3-2       | San Pablo T.           |
| 28 de septiembre de 2005 | Topiltzín         | 0-3       | Isidro Metapán         |
| 28 de septiembre de 2005 | Curazao           | 1-1       | Juventud Independiente |
| 28 de septiembre de 2005 | CD Once Municipal | 10-0      | Nejapa                 |
| 28 de septiembre de 2005 | Turín             | 0-1       | Nacional 1906          |
| 28 de septiembre de 2005 | San Fidel         | 0-0       | TACA                   |
| 28 de septiembre de 2005 | Alianza           | 2-0       | Real San Martin        |
| 28 de septiembre de 2005 | UES               | 1-1       | Marte Soyapango        |
| 28 de septiembre de 2005 | Independiente SV  | 1-3       | Luis Ángel Firpo       |
| 28 de septiembre de 2005 | Platense          | 3-1       | San Salvador           |
| 28 de septiembre de 2005 | Nueva Concepción  | 1-1       | CD Chalatenango        |
| 28 de septiembre de 2005 | La Merced         | 3-2       | El Tercio              |
| 28 de septiembre de 2005 | AFI de Ilobasco   | 1-1       | Águila                 |
| 28 de septiembre de 2005 | España            | 3-3       | Pasaquina              |
| 28 de septiembre de 2005 | Vista Hermosa     | 1-0       | Liberal                |
| 28 de septiembre de 2005 | Municipal Limeño  | 6-0       | Villalta Brekes        |
| 28 de septiembre de 2005 | Atlético Balboa   | 3-0       | Fuerte SF              |
| ------------------------ | ----------------- | --------- | ---------------------- |

### Cuartos de final Zonales
| Fecha                 | Equipo 1         | Resultado   | Equipo 2         |
| 26 de octubre de 2005 | FAS              | 0-2         | Nacional 1906    |
| 26 de octubre de 2005 | Isidro Metapán   | 0-1         | Once Lobos       |
| 26 de octubre de 2005 | Once Municipal   | 2-1         | Topiltzín        |
| 26 de octubre de 2005 | San Salvador     | (2) 3-3 (3) | Alianza          |
| 26 de octubre de 2005 | Luis Ángel Firpo | 2-1         | Real San Martin  |
| 26 de octubre de 2005 | Platense         | 0-2         | Independiente SV |
| 26 de octubre de 2005 | Municipal Limeño | 1-0         | Águila           |
| 26 de octubre de 2005 | La Merced        | 1-4         | Vista Hermosa    |
| 26 de octubre de 2005 | Atlético Balboa  | 5-0         | Liberal          |
| --------------------- | ---------------- | ----------- | ---------------- |

AD Metapán, San Salvador y Águila se clasifican a las semifinales como mejores perdedores.

### Semifinales Zonales
| Fecha                  | Equipo 1         | Resultado   | Equipo 2         |
| 9 de noviembre de 2005 | Nacional 1906    | 3-1         | Once Municipal   |
| 9 de noviembre de 2005 | Once Lobos       | 0-1         | Isidro Metapán   |
| 9 de noviembre de 2005 | Alianza          | 2-1         | Independiente SV |
| 9 de noviembre de 2005 | Luis Ángel Firpo | 2-0         | San Salvador     |
| 9 de noviembre de 2005 | Municipal Limeño | (2) 2-2 (4) | Atlético Balboa  |
| 9 de noviembre de 2005 | CD Vista Hermosa | 1-5         | Águila           |
| ---------------------- | ---------------- | ----------- | ---------------- |

### Finales Zonales
| Fecha                   | Equipo 1        | Resultado | Equipo 2         |
| 16 de noviembre de 2005 | Nacional 1906   | 2-0       | Isidro Metapán   |
| 16 de noviembre de 2005 | Alianza         | 3-0       | Luis Ángel Firpo |
| 16 de noviembre de 2005 | Atlético Balboa | 2-0       | Águila           |
| ----------------------- | --------------- | --------- | ---------------- |

Águila se clasificó a las semifinales nacionales como el mejor perdedor de las finales nacionales  

### Semifinales Nacionales
| Fecha                   | Equipo 1        | Resultado | Equipo 2      |
| 23 de noviembre de 2005 | Alianza         | 1-2       | Nacional 1906 |
| 23 de noviembre de 2005 | Atlético Balboa | 3-1       | Águila        |
| ----------------------- | --------------- | --------- | ------------- |

### Final Nacional
| 30 de noviembre de 2005 | Atlético Balboa                   | 2 - 0 | Nacional 1906 | Estadio Cuscatlán, San Salvador |  |
|                         | Nelson Reyes 34' Nelson Reyes 65' |       |               |                                 |  |

| Campeón de la Copa Presidente 2005 |
| ---------------------------------- |
|                                    |
| Atlético Balboa                    |
| 1° Título                          |